# Adlerstein (Würzberg)

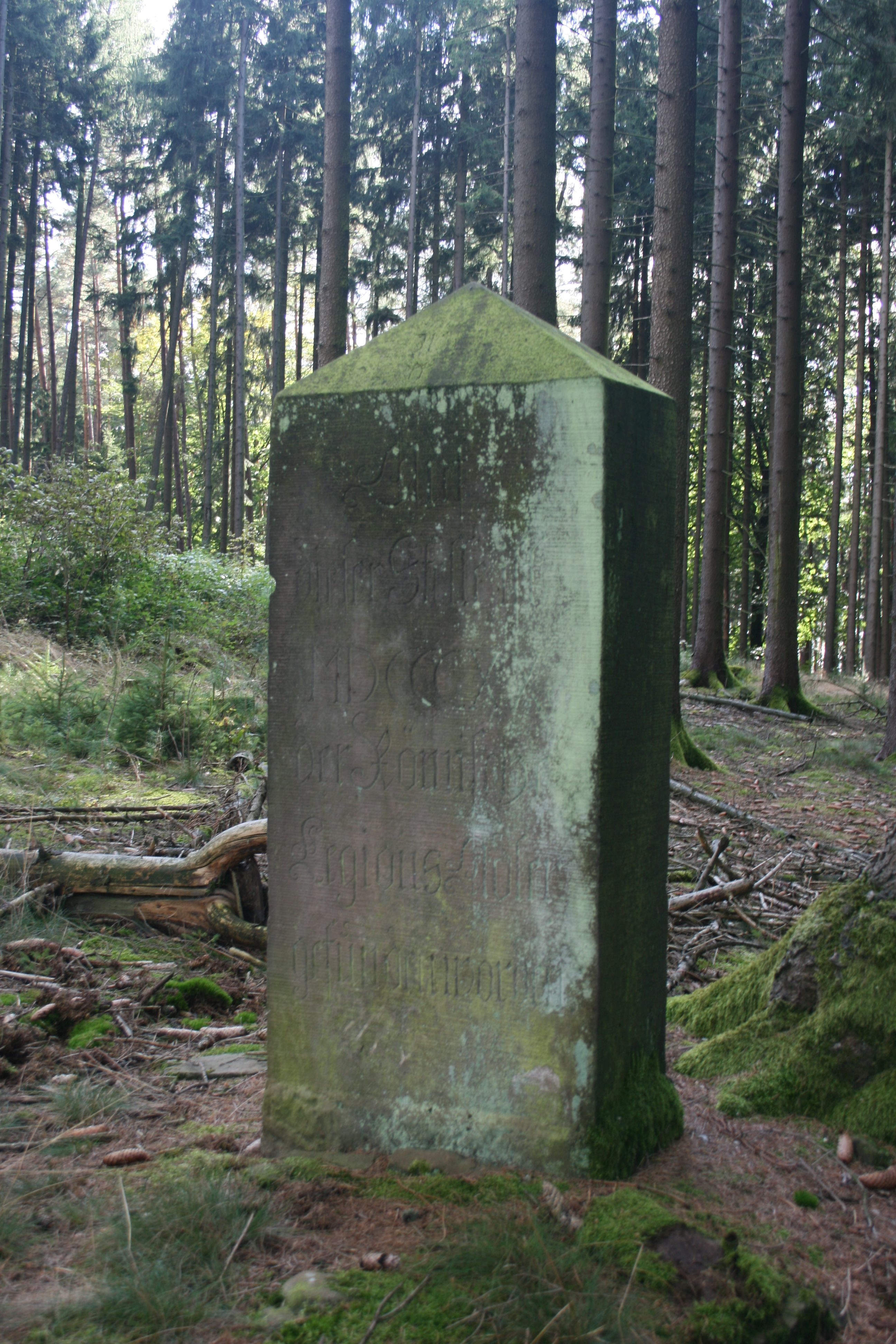
Ansicht der Stele im Wald bei Würzberg

Der sogenannte Adlerstein bei Michelstadt-Würzberg im Odenwaldkreis ist ein Flurdenkmal aus Sandstein, das an den vermeintlichen Fund eines römischen Legionsadlers erinnern sollte. Der Stein wurde bald nach der Auffindung im Jahr 1820 unter dem Erbacher Grafen Franz I. aufgestellt. Der Fund stellte sich schnell als Fälschung heraus. Das Denkmal befindet sich heute noch etwas abgelegen in einem Waldstück unweit des Odenwaldlimes.

## Geschichte
Graf Franz I., der ein bedeutender Antikensammler dieser Zeit war, veröffentlichte den Fund in den Curiositäten und lieferte Material für zwei Veröffentlichungen im Kunst-Blatt, Beiblatt des Morgenblatts für gebildete Stände. Der Adler bildete das Glanzstück in der bekannten Antikensammlung des Grafen im Erbacher Schloss, wo sich bereits drei rekonstruierte Feldzeichen in einem Waffenarrangement im Audienzzimmer befanden.
Schon früh wurde der Graf darauf hingewiesen, dass es sich bei dem Stück nur um eine Fälschung handeln könne, so unter anderem von Christian Kehrer (1775–1869), der am Erbacher Hof als Maler, Privatsekretär und Archivrat tätig war. Kehrer bemerkte in einem erhaltenen handschriftlichen Bericht im selben Jahr, dass dem Stück der echt-römische Typus fehlen würde, die Masse aus einem Messing-Vollguss statt aus römischer Bronze bestünde, und dass ein Riss, die Patina und die Vergoldung unecht wirkten.
Kehrer fiel daraufhin in Ungnade beim Grafen, was sich bis in den Winter des Jahres hinzog und erst nach Zuspruch von Charlotte zu Isenburg-Birstein, der Schwester des Grafen, gelöst werden konnte. Vermutlich wurde die Fälschung inszeniert, um den alternden Grafen etwas zu erfreuen. Hierfür kommen seine engeren Mitarbeiter in Frage, besonders der Forstmeister Friedrich Louis, dessen Sohn den Fund überbrachte. Louis soll auch für den Raub des Helm von Cannae verantwortlich sein. Eventuell ist auch von einer Mitwisserschaft von Johann Friedrich Knapp auszugehen, der zu dieser Zeit allerdings schon als Oberappellationsgerichtsrat in Darmstadt tätig war.
Der gefälschte Legionsadler wurde in der Mitte des 19. Jahrhunderts zusammen mit den weiteren Standarten durch den Enkel des Grafen Franz, Graf Eberhard XV., aus den Sammlungen entfernt. Dem Verhältnis der Beteiligten zum Grafen hat die Affäre – mit Ausnahme Kehrers für einige Monate – wenig geschadet. Auf dem 1874 eingeweihten Denkmal für den Grafen Franz vor dem Erbacher Schloss sind in den Sockel Medaillons mit Porträts seiner drei engsten Mitarbeiter eingelassen: Knapp, Louis und Kehrer.

## Denkmal
Der Stein befindet sich etwa zwei Kilometer südwestlich von Michelstadt-Würzberg abseits begehbarer Wege in einem Hochwald der Waldgemarkung Ernsbach der Stadt Erbach im Walddistrikt Schachert, in der rund acht Hektar großen Parzelle Flur 7, Flurstück 5, rund 500 Meter westlich des ehemaligen Forsthauses Jägertor am Roten Buckel von Würzberg und ist auch auf mehreren topografischen Karten verzeichnet in etwa 150 m Entfernung zur Gemarkung Würzberg. Die benachbarte Würzberger Waldabteilung trägt in Topographischen Karten in Anlehnung an den Fund den Namen Adlerschlag und gehörte ehemals zum erbachischen Wildpark Eulbach. Nach zwei Verkleinerungen 1848 und 1912 ist das Waldstück allerdings nicht mehr Bestandteil des Wildparks.
Die Stele ist ein vorzügliches Kleindenkmal im Stil des Klassizismus. Sie besteht aus rotem Sandstein bei einem rechteckigen Querschnitt von 62 × 34 cm und ist 140 cm hoch. Nach oben schließt eine flache Pyramide die Stele ab. Auf der Schauseite befindet sich eine Inschrift, die mit der aufwendigen Initiale A beginnt. Sie lautet:
Auf

dieser Stelle ist

MDCCCXX

der Römische

LegionsAdler

gefunden worden